# سیارک ۲۰۶۰۶
سیارک ۲۰۶۰۶ (به انگلیسی: 20606 Widemann، نامگذاری:1999RM214) بیست هزار و ششصد و ششمین سیارک کشف شده‌است که در ۵ سپتامبر ۱۹۹۹ کشف شد.
قدر مطلق سیارک برابر ۲۲.۴ است.